# Аркадьев, Елпидифор Иванович
Елпидифор Иванович Аркадьев (2 ноября 1856, Дмитровский уезд Московской губернии ― 12 декабря 1917, Саратов) ― библиограф, журналист, издатель, писатель. Автор первого в России «Словаря библиофила» (1890, 1903), редактор-издатель первого российского профессионального журнала «Библиографический листок» (1906—1915).

## Биография
Елпидифор Иванович Аркадьев родился в семье купца Ивана Семеновича Аркадьева и его жены Еликаниды Андреевны, урожденной Боголеповой. Двоюродный брат Николая Павловича Боголепова и Михаила Павловича Боголепова. Закончив гимназию, в 1875 году поступил в Тверское кавалерийское училище, после которого — в военной службе, участник русско-турецкой войны 1877—1878. В 1880-е годы занимался торговлей старыми книгами в фирме «Московский букинист». С 1895 года жил в Сызрани, принимал деятельное участие во Всероссийской народной переписи, с 1913 года — в Саратове.
«Воспитывался в Москве, ― вспоминал он, ― получил довольно серьезное, но больше внешкольное образование. Много работал над саморазвитием, отдаваясь сначала общеобразовательным, а потом углубляясь в политико-экономические, социальные науки, которым придаю главное значение в развитии человека».
Был членом «Общества русских драматических писателей и оперных композиторов», «Литературного фонда», «Русского театрального общества», «Русского библиографического общества при московском университете», «Лиги образования», «Саратовской губернской ученой архивной комиссии», «Сызранского общества организации народных библиотек и дешевых чайных», «Сызранского кружка любителей музыки и драматического искусства».
Во время большого пожара 1906 года в Сызрани, сгорела и городская библиотека с 30 тысячами томов. Аркадьев обратился в российские газеты с просьбой о помощи. На его имя в Сызрань со всех концов Российской империи было выслано более 7 тысяч книг. С 1998 года эта библиотека носит имя Е. И. Аркадьева.

## Творчество
С юности Е. И. Аркадьев увлекался справочниками по самым разным вопросам. Увлечение переросло в творчество: Аркадьев за свою жизнь составил с десяток тематических библиографических указателей по военному делу, социальным и общественным вопросам ― женскому, рабочему, аграрному, переселенческому, народному образованию, фотографии, запрещенной литературе и др. В числе указателей — «Материал для библиографического указателя литературы фотографии» (в журнале «Книговедение», 1894), «Материалы к указателю литературы военной библиографии и библиотековедения» (М., 1891), «Кавалерия. Литература ея» (1897), «Библиографический указатель материалов по литературе саперного дела в пехоте, кавалерии и артиллерии» (1891), «Библиографические материалы по военно-железнодорожному делу и передвижению войск по железным дорогам» (1891), «Аграрный вопрос. Его литература» (1902), «Переселенческое дело. Указатель литературы» (1902). Началу же литературной деятельности Аркадьева положили рассказ «В Желтикове» (1876). В 1906—1915 гг. Аркадьев издавал журнал «Библиографический листок», информировавший о книжных новинках.
Аркадьев интересовался театром, результатом этого интереса явились «Театральный словарь» (1900) и несколько пьес. Наибольшую известность ему принёс «Словарь библиофила» (1890). На его титульном листе Аркадьев поместил высказывание американского философа и поэта Ральфа Валда Эмерсона ― «Избегайте плохих книг, они портят вкус, обременяют память; не читайте книги, покудо не прошло года со времени её появления; читайте книги только с установившейся репутацией…»
Печатаясь в журналах и газетах (под псевдонимом Григорий Тихорецкий и др.) «Московский телеграф», «Посредник печатного дела», «Книговедение», «Самарский вестник», «Самарский курьер», «Волжские новости» и других, он старался «обратить работу мысли на решение насущных, более реальных и жизненных вопросов для достижения попранных прав человеческой личности».